# Fabian Frei
Fabian Frei (sinh ngày 8 tháng 1 năm 1989 tại Frauenfeld) là một cầu thủ bóng đá Thụy Sĩ. Frei hiện là tiền vệ của FC Basel ở giải vô địch bóng đá Thụy Sĩ. Anh là cầu thủ cho các cấp độ trẻ Thụy Sĩ. Cho đến 6/2011 anh được vào ĐTQG khi ở độ tuổi U21. Frei đã có trận đầu tiên khoác áo Thụy Sĩ vào ngày 7 tháng 10 năm 2011. Anh thi đấu cho U23 Thụy Sĩ tại Thế vận hội mùa hè năm 2012. Anh không có mối quan hệ gì với người đồng đội Alexander Frei tại CLB Basel.

## Sự nghiệp bóng đá

### Basel
Fabian Frei trưởng thành từ đội trẻ của FC Frauenfeld và FC Winterthur, nhưng anh thành công khi chuyển sang đội trẻ FC Basel vào năm 2004. Tại Basel, anh giành cả hai chức vô địch U16 và U18 Thụy Sĩ.
Trong mùa giải 2006-07, Frei được thi đấu trong đội U-21, anh đã chơi tốt đến nỗi anh đã được trao một bản hợp đồng chuyên nghiệp. Bởi vì anh là một trong những tiền vệ hay nhất ở U-21 Basel.
Mùa 2007-08, Frei đã được thi đấu ở đội hình chính.
Fabian Frei ra mắt đội một vào ngày 22/7/2007 trong chiến thắng 1-0 trên sân nhà trước FC Zurich. Anh đóng góp một phần quan trọng trong cú ăn 2 (vô địch giải VĐQG và Cup QG) mùa 2007-08 khi mới 21 tuổi. Anh ghi bàn thắng đầu tiên cho câu lạc bộ vào ngày 4 tháng 12 năm 2008 trong trận thắng 3-1 trên sân FC Aarau tại sân vận động St Jakob-Park. Frei thi đấu trận đầu tiên ở Europa League, vào 16/8/2007 ở vòng loại với SV Mattersburg. Anh chơi trận ra mắt Champions League cho Basel vào 26/11/2008 trong trận thua 5-0 trước Shakhtar Donetsk.
Tháng 7/2009, huấn luyện viên mới của Basel là Thorsten Fink cho FC St. Gallen mượn tiền vệ Fabian Frei. Trong thời gian cho mượn hai năm tại St Gallen anh đã thi đấu 64 trận và ghi được 13 bàn thắng.
Bắt đầu của mùa giải 2011-12 Thụy Sĩ Super League, anh được FC Basel gọi về để củng cố đội hình nhà đương kim vô địch Thụy Sĩ và ngay lập tức anh đã giành vị trí chính thức. Frei ghi bàn thắng Champions League đầu tiên của mình cho Basel vào ngày 14/9/2011 trong chiến thắng 2-1 tại bảng C trước Otelul Galati, và ghi bàn thắng thứ 2 tại Champions League vào ngày 27/9/2011 trong trận hòa 3-3 tại Old Trafford với Manchester United. Bàn thắng thứ ba của anh đến vào ngày 22/11/2011 tại Arena Naţională ở Bucharest, Basel thắng 3-2 trước Otelul Galati. Vào cuối mùa giải 2011-12, Frei đã giành danh hiệu vô địch giải vô địch quốc gia và Cup Quốc gia Thụy Sĩ với Basel.
Vào cuối mùa giải Super League 2012-13, Frei đã giành danh hiệu vô địch và về nhì ở Cup Quốc gia Thụy Sĩ với FC Basel. Trong mùa 2012-13 Frei cùng Basel vào đến bán kết UEFA Europa League, gặp nhà đương kim vô địch UEFA Champions League Chelsea, thất bại 2-5 chung cuộc.
Kết thúc mùa giải 2013-14 Super League, Frei đã giành chức vô địch Quốc gia thứ tư của anh với Basel. FC Basel cũng lọt vào chung kết Cup Quốc gia, nhưng đã bị Zürich đánh bại 2-0 sau hiệp phụ. Ở đấu trường Champions League 2013-14, Basel vào đến vòng bảng và kết thúc ở vị trí thứ 3. Vì vậy, họ có đủ điều kiện cho giai đoạn loại trực tiếp Europa League và ở đây họ tiến xa đến vòng tứ kết. Trong mùa giải 2013-14 Basel đã chơi tổng cộng 68 trận (36 trận VĐQG Thụy Sĩ, 6 trận đấu Cup, 6 Champions League và 10 Europa League và 10 trận đấu giao hữu) thì Frei là cầu thủ không thể thay thế khi thi đấu đến 66 trận, 34 trận VĐQG, 6 trận Cup QG, 6 trận Champions League và 10 Europa League cũng như tất cả 10 trận giao hữu.
Mùa giải 2014-15 là một trong những mùa giải rất thành công cho Basel và cho Frei. Chức vô địch Quốc gia lần thứ sáu liên tiếp và vào đến trận chung kết Cup QG Nhưng cũng là lần thứ 3 liên tiếp, họ thua trận chung kết Cup Thụy Sĩ khi thua FC Sion 0-3 trong trận chung kết. Basel bước vào vòng bảng Champions League, FC Basel có trận hòa 1-1 tại Anfield trước Liverpool vào ngày 9/12/2014, chính Fabian Frei đã ghi bàn thắng cho FC Basel trong trận hòa quan trọng ấy để giúp Basel vào vòng tiếp theo UEFA Champions League. Nhưng sau đó Basel để thua Porto ở vòng 1/16. Basel đã chơi tổng cộng 65 trận (36 VĐQG Thụy Sĩ, 6 trận Cup QG, 8 trận Champions League và 15 trận giao hữu). Theo huấn luyện viên Paulo Sousa, những đóng góp của Fabian Frei là rất quan trọng cho đội bóng, Frei đã ra sân 56 lần, 31 trận VĐQG, 5 trận Cup, 8 trận Champions League, 12 trận giao hữu và ghi 4 bàn thắng.

### =Mainz 05
Vào ngày 23/6/2015, Frei đã gia nhập câu lạc bộ 1. FSV Mainz 05 tại Bundesliga.

## Sự nghiệp quốc tế
Frei thi đấu cho Thụy Sĩ ở hầu hết các cấp độ tuổi. Anh ra mắt U16 Thụy Sĩ vào ngày 12/10/2004 trong chiến thắng 3-1 trước U16 Bỉ. Trong 14 trận cho đội tuyển U17 Thụy Sĩ, Frei ghi đến 10 bàn thắng.
Từ 2008 đến 2011, Fabian Frei đã chơi 18 trận cho đội tuyển U21 Thụy Sĩ. Anh thi đấu trận đầu tiên cho U21 Thụy Sĩ vào ngày 19/11/2008 trong trận hòa 1-1 với đội U21 Hy Lạp. Frei là trụ cột của U21 Thụy Sĩ lọt vào chung kết U21 châu Âu năm 2011 và trận chung kết diễn ra vào ngày 25/6/2011, cũng là trận cuối cùng của anh cho U21 Thụy Sĩ
Sau này Frei được huấn luyện viên Ottmar Hitzfeld gọi vào đội tuyển bóng đá quốc gia Thụy Sĩ. Frei đã ra mắt ĐTQG của Thụy Sĩ vào ngày 7/10/2011 tại vòng loại Euro 2012 ở sân vận động Liberty thi đấu với xứ Wales.
Frei thi đấu cho Olympic Thụy Sĩ tại Thế vận hội mùa hè năm 2012. Anh đã thi đấu tất cả ba trận đấu tại giải đấu, nhưng đội bóng xếp vị trí thứ 4 tại bảng đấu nên bị loại.

## Bàn thắng cho đội tuyển quốc gia
Bàn thắng và kết quả của Thụy Sĩ được để trước.
| #  | Ngày                      | Địa điểm                                | Đối thủ | Bàn thắng | Kết quả | Giải đấu                 |
| -- | ------------------------- | --------------------------------------- | ------- | --------- | ------- | ------------------------ |
| 1. | ngày 18 tháng 11 năm 2014 | Sân vận động Miejski, Wrocław, Ba Lan   | Ba Lan  | 2–2       | 2–2     | Giao hữu                 |
| 2. | ngày 3 tháng 6 năm 2016   | Sân vận động Cornaredo, Lugano, Thụy Sĩ | Moldova | 2–1       | 2–1     | Giao hữu                 |
| 3. | ngày 7 tháng 10 năm 2017  | St. Jakob-Park, Basel, Thụy Sĩ          | Hungary | 2–0       | 5–2     | Vòng loại World Cup 2018 |

## Thống kê sự nghiệp
Tính đến 1 tháng 6 năm 2017
| Câu lạc bộ          | Mùa giải            | Giải đấu | Giải đấu | Cúp quốc gia | Cúp quốc gia | Châu Âu | Châu Âu | Tổng cộng | Tổng cộng |
| Câu lạc bộ          | Mùa giải            | Trận     | Bàn      | Trận         | Bàn          | Trận    | Bàn     | Trận      | Bàn       |
| ------------------- | ------------------- | -------- | -------- | ------------ | ------------ | ------- | ------- | --------- | --------- |
| FC Basel            | 2007-08             | 24       | 0        | 2            | 0            | 7       | 0       | 33        | 0         |
| FC Basel            | 2008–09             | 25       | 2        | 4            | 0            | 2       | 0       | 31        | 2         |
| FC Basel            | 2011–12             | 31       | 4        | 4            | 2            | 8       | 3       | 43        | 9         |
| FC Basel            | 2012–13             | 27       | 4        | 5            | 2            | 16      | 1       | 48        | 7         |
| FC Basel            | 2013–14             | 34       | 5        | 6            | 1            | 16      | 1       | 56        | 7         |
| FC Basel            | 2014–15             | 31       | 1        | 5            | 1            | 8       | 1       | 44        | 3         |
| FC Basel            | Tổng cộng           | 172      | 16       | 26           | 6            | 57      | 6       | 255       | 28        |
| → St. Gallen (mượn) | 2009-10             | 30       | 6        | 5            | 1            | -       | -       | 35        | 7         |
| → St. Gallen (mượn) | 2010–11             | 34       | 7        | 3            | 4            | -       | -       | 37        | 11        |
| → St. Gallen (mượn) | Tổng cộng           | 64       | 13       | 8            | 5            | -       | -       | 72        | 18        |
| 1. FSV Mainz 05     | 2015-16             | 18       | 0        | 1            | 1            | -       | -       | 19        | 1         |
| 1. FSV Mainz 05     | 2016-17             | 24       | 0        | 1            | 1            | 4       | 0       | 29        | 1         |
| 1. FSV Mainz 05     | Tổng cộng           | 42       | 0        | 2            | 2            | 4       | 0       | 48        | 2         |
| Tổng cộng sự nghiệp | Tổng cộng sự nghiệp | 278      | 29       | 36           | 13           | 61      | 6       | 375       | 48        |

## Danh hiệu

### Câu lạc bộ
Tại CLB Basel
- Vô địch quốc gia Thụy Sĩ mùa giải: 2007–08; 2011–12; 2012–13; 2013–14
- Cup quốc gia: 2007–08; 2011–12
- Uhren Cup: 2008, 2011, 2013
- U-18 Vô địch quốc gia: 2005–06[3]
- U-19 Cup quốc gia: 2005–06[3]

### Quốc tế
- UEFA U21 châu Âu Hạng nhì: 2011

### Cá nhân
Tại CLB Basel
- "Bàn thắng của năm" 2008–09: ghi bàn vào lưới FC Aarau ngày 5 tháng 12 năm 2008